# Obština Pavlikeni
Obština Pavlikeni (bulharsky Община Павликени) je bulharská jednotka územní samosprávy ve Velikotărnovské oblasti. Leží ve středním Bulharsku na rozhraní Předbalkánu a Dolnodunajské nížiny. Sídlem obštiny je město Pavlikeni, kromě něj zahrnuje obština 2 města a 18 vesnic. Žije zde přibližně 30 tisíc obyvatel.

## Sídla
- Batak
- Bjala Čerkva[p 1]
- Butovo
- Dăskot
- Dimča
- Dolna Lipnica
- Gorna Lipnica
- Karaisen
- Lesičeri
- Michalci
- Musina
- Nedan
- Paskalevec
- Pavlikeni[p 1] (sídlo správy)
- Patreš
- Rosica
- Slomer
- Stambolovo
- Vărbovka
- Višovgrad

## Sousední obštiny
| Růžice kompasu | Levski            | Svištov  | Polski Trămbeš | Růžice kompasu |
| Růžice kompasu | Sever             |          |                | Růžice kompasu |
| Růžice kompasu | Obština Pavlikeni |          |                | Růžice kompasu |
| Růžice kompasu | Jih               |          |                | Růžice kompasu |
| Růžice kompasu | Suchindol         | Sevlievo | Veliko Tărnovo | Růžice kompasu |

## Obyvatelstvo
V obštině žije 22 774 obyvatel a je zde trvale hlášeno 23 263 obyvatel. Podle sčítání 7. září 2021 bylo národnostní složení následující:
- Bulhaři: 15 768 (89.5 %)
- Turci: 1 240 (7.0 %)
- Romové: 388 (2.2 %)
- ostatní: 220 (1.2 %)

V období 2011 až 2021 v obštině ubylo 3 564 obyvatel.